# BSV Hürtürkel
Der BSV Hürtürkel ist ein deutscher Fußballverein aus Berlin-Neukölln. Der Herrenmannschaft gelang in der Saison 2012/13 der erstmalige Gewinn der Berliner Stadtmeisterschaft in der sechstklassigen Berlin-Liga mit dem der Aufstieg in die fünftklassige Oberliga Nordost verbunden war. Im Jahr 2004 wurde der Fusionsverein vom Berliner Fußball-Verband (BFV) für seine herausragende Jugendarbeit mit dem Sepp-Herberger-Preis ausgezeichnet. Seine Heimspiele bestreitet der Klub auf dem Jahnsportplatz am Columbiadamm in Berlin-Neukölln.

## Geschichte
| Saison    | Liga                    | Platz | Tore    | Punkte |
| --------- | ----------------------- | ----- | ------- | ------ |
| 1999/2000 | Kreisliga A ▲           | 01.   | 077:40  | 61     |
| 2000/01   | Bezirksliga             | 05.   | 057:57  | 43     |
| 2001/02   | Bezirksliga             | 06.   | 064:62  | 41     |
| 2002/03   | Bezirksliga ▲           | 01.   | 082:34  | 65     |
| 2003/04   | Landesliga              | 12.   | 055:75  | 33     |
| 2004/05   | Landesliga              | 12.   | 057:66  | 35     |
| 2005/06   | Landesliga ▼            | 14.   | 029:86  | 19     |
| 2006/07   | Bezirksliga             | 06.   | 077:55  | 47     |
| 2007/08   | Bezirksliga ▲           | 02.   | 071:30  | 62     |
| 2008/09   | Landesliga              | 05.   | 073:63  | 51     |
| 2009/10   | Landesliga              | 12.   | 067:72  | 34     |
| 2010/11   | Landesliga              | 02.   | 077:46  | 63     |
| 2011/12   | Landesliga ▲            | 02.   | 077:28  | 61     |
| 2012/13   | Berlin-Liga ▲           | 01.   | 088:45  | 68     |
| 2013/14   | Oberliga Nordost-Nord   | 10.   | 044:66  | 40     |
| 2014/15   | Oberliga Nordost-Nord   | 16.   | 031:90  | 09     |
| 2015/16   | Oberliga Nordost-Nord ▼ | 16.   | 024:130 | 10     |
| 2016/17   | Berlin-Liga ▼           | 18.   | 032:168 | 07     |
| 2017/18   | Landesliga ▼            | 16.   | 014:292 | 0      |
| 2018/19   | Bezirksliga ▼           | 16.   | 024:107 | 15     |
| 2019/20   | Kreisliga A             | 07.   | 048:46  | 01,6*  |
| 2020/21   | Kreisliga A             | 01.   | 013:8   | 012*   |
| 2021/22   | Kreisliga A             | 06.   | 073:55  | 54     |
| 2022/23   | Kreisliga A ▲           | 03.   | 119:37  | 76     |
| 2023/24   | Bezirksliga ▲           | 02.   | 075:50  | 61     |

Der BSV Hürtürkel entstand im Juni 1999 aus der Fusion der beiden Berliner Vereine BSV Hürtürk (seit 1989 im BFV-Spielbetrieb) und BSV Türkel (bis 1997 Teil des gescheiterten Fusionsprojektes Lichtenberger SV Türkel, das 1990 von der SG Dynamo Lichtenberg und dem seit 1980 bestehenden Türk El Spor gegründet wurde). Der Klub spielte zunächst in der Berliner Kreisliga A, wo beide Partner schon in den Vorjahren aktiv waren. Auf Anhieb gelang der Aufstieg in die Bezirksliga. Nach dreijähriger Zugehörigkeit zur Bezirksliga glückte im Sommer 2003 der erstmalige Aufstieg in die Landesliga. Auch dort verweilte der Fusionsklub drei Jahre, ehe er 2006 im Saisonendspurt doch noch abstieg und fortan wieder in der Bezirksliga spielte. 2008 erfolgte der erneute Landesliga-Aufstieg.
Der Klub etablierte sich schließlich in der Landesliga und stieg am Ende der Saison 2011/12 als Vizemeister hinter dem TuS Makkabi Berlin erstmals in die sechstklassige Berlin-Liga auf. Als Aufsteiger in der Berlin-Liga feierte der Klub 2012/13 auf Anhieb die Meisterschaft und erreichte die fünftklassige Oberliga Nordost. Ein Kuriosum in dieser Saison war der 16:1-Sieg gegen Mitaufsteiger Club Italia, bei dem die Mannschaft ihrem Stürmer Safa Sentürk zu 16 Treffern verhalf und somit zu einer Vorentscheidung im Kampf um die Torjägerkrone, die Sentürk schließlich mit 37 Treffern, elf mehr als der Zweitplatzierte, gewann.
Ab der Saison 2013/14 trug Hürtürkel seine Heimspiele auf dem Hertzbergplatz an der Sonnenallee aus, da der angestammte Jahnsportplatz am Columbiadamm nicht oberligatauglich ist. 
Ab der Saison 2014/15 erlebte der Verein einen freien Fall. Obwohl man mit nur neun Punkten auf dem letzten Platz abschloss, konnte zunächst noch die Oberliga gehalten werden, da sich der FC Pommern Greifswald und der SV Waren 09 zurückzogen. In der Saison gelang Hürtürkel das bislang beste Abschneiden im Berliner Landespokal mit dem Erreichen des Viertelfinals. Die Saison 2015/16 wurde mit 10 Punkten erneut abgeschlagen auf dem letzten Platz beendet, weshalb Hürtürkel in die Berlin-Liga abstieg. Auch die Saison 2016/17 in der Berlin-Liga wurde mit nur sieben Punkten und 32:168 Toren zum Debakel. Nachdem der Verein bis in der neuntklassigen Kreisliga A abgestiegen war, gelang 2023 der Aufstieg in die Bezirksliga und 2024 der Aufstieg in die Landesliga.
In der ewigen Tabelle der Berlin-Liga belegt Hürtürkel den 63. Platz.

## Kritik
Der Verein gilt seit spätestens 2003 den faschistischen Grauen Wölfen nahestehend. Für Aufsehen sorgten 2012 im Direktduell gegen den späteren Meister TuS Makkabi antisemitische Äußerungen gegenüber Spielern und Funktionären des Gegners. Dies wurde vom Berliner Fußball-Verband mit dem Abzug von drei Punkten und mehreren langen Sperren gegen Hürtürkel geahndet.

## Bekannte Personen
- Volkan Altın (* 1986), deutscher Fußballspieler
- Burak Altıparmak (* 1990), deutsch-türkischer Fußballspieler
- Shqipran Skeraj (* 1985), kosovarischer Fußballspieler
- Fatih Yiğituşağı (* 1983), türkischer Fußballspieler